# Troglorhopalurus lacrau
Espèce
Synonymes
- Rhopalurus lacrau Lourenço & Pinto-da-Rocha, 1997
- Rhopalurus brejo Lourenço, 2014

Troglorhopalurus lacrau est une espèce de scorpions de la famille des Buthidae.

## Distribution
Cette espèce est endémique du Brésil. Elle se rencontre dans des grottes dans l'État de Bahia à Itaeté et au Ceará à Brejo Grande dans des grottes.

## Systématique et taxinomie
Cette espèce a été décrite sous le protonyme Rhopalurus lacrau par Lourenço et Pinto-da-Rocha en 1997. Elle est placée dans le genre Troglorhopalurus par Esposito, Yamaguti, Souza, Pinto da Rocha et Prendini en 2017 qui dans le même temps placent Rhopalurus brejo en synonymie.

## Publication originale
- Lourenço & Pinto-da-Rocha, 1997 : « A reappraisal of the geographic distribution of the genus Rhopalurus Thorell (Scorpiones, Buthidae) and description of two new species. » Biogeographica, vol. 73, p. 181–191.